# Bissendorf
Bissendorf är en kommun och ort i Landkreis Osnabrück i förbundslandet Niedersachsen i Tyskland.